# LazyTown
LazyTown (Latibær på islandsk) er en islandsk musical-komedie serie til børn. Serien er lavet ud fra børnebogen Áfram Latibær! fra 1991 og var lavet af Magnús Scheving, som også spiller rollen som Sportacus. Den er oversat til flere sprog.
Handlingen centrerer om Stephanie, som bor i byen LazyTown med sine venner Trixie, Pixel, Stingy og Ziggy, samt Sportacus. De skal redde LazyTown fra Robbie Rutten, som altid forsøger at gøre livet surt for indbyggerne.
Julianna Rose Mauriello, der spillede rollen som Stephanie, var 13 år, da indspilningerne begyndte, men efter tre sæsoner blev hun erstattet pga. sin alder. Indspilningerne foregik fra 2004 til 2014.

## Rolleliste
| Rolle           | Originalskuespiller                                                |
| --------------- | ------------------------------------------------------------------ |
| Stephanie       | Julianna Rose Mauriello                                            |
| Sportacus       | Magnús Scheving                                                    |
| Robbie Rutten   | Stefán Karl Stefánsson                                             |
| Ziggy           | Guðmundur Þór Kárason                                              |
| Stingy          | Jodi Eichelberger                                                  |
| Pixel           | Kobie Powell                                                       |
| Trixie          | Sarah Burgess                                                      |
| Borgmesteren    | David Matthew Feldman                                              |
| Nora Nyfiken    | Julie Westwood                                                     |
| Lilla Sportacus | Davíd Kristján Ólafsson (ung), Þórdís Elva Þorvaldsdóttir (stemme) |